# An Hòa, Gia Lai
An Hòa là một xã thuộc tỉnh Gia Lai, Việt Nam.

## Địa lý
Xã An Hòa nằm phía đông huyện An Lão, cách trung tâm huyện An Lão 6 km, cách thị xã Hoài Nhơn khoảng 32 km thông qua tuyến đường ĐT. 629, cách thành phố Quy Nhơn 120 km, có vị trí địa lý:
Xã An Hòa có diện tích 41,16 km², dân số năm 2021 là 10.487 người, mật độ dân số đạt 255 người/km².

## Hành chính
Xã An Hòa được chia thành 9 thôn: Hưng Nhượng, Long Hòa, Trà Cong, Vạn Khánh, Vạn Long, Vạn Xuân, Xuân Phong Bắc, Xuân Phong Nam, Xuân Phong Tây.

## Lịch sử
Ngày 28 tháng 6 năm 2021, UBND tỉnh Bình Định ban hành Quyết định số 2693 về việc công nhận xã An Hòa là đô thị loại V.